# Alojzij Turk
Alojzij Turk, tudi Alojz Turk, slovenski rimskokatoliški duhovnik in beograjski nadškof, * 21. november 1909, Prečna, † 20. april 1995, Ljubljana.

## Življenje in delo
Alojzij Turk, rojen Bršljinu pri Novem mestu (župnija Prečna) je po osnovni šoli in gimnaziji v Novem mestu študiral teologijo na Teološki fakulteti v Ljubljani (1929-1934) in bil 1934 posvečen v duhovnika. Na prošnjo skopsko-prizrenskega škofa Gnidovca je takoj  odšel v Skopje, tam deloval do 1938 in ponovno 1942–1954, vmes bil 1938–1942 v Bitoli in 1954–1955 v Strumici. V diaspori je obiskoval katoliške družine, zlasti Slovence in Hrvate, ki so tja prišli zaradi službe ali kot begunci pred fašizmom iz Istre in Slovenskega primorja. Od 1952 je bil generalni vikar za katoličane vzhodnega obreda. Januarja 1955 je moral oditi iz Makedonije, bil nato v Sloveniji 16 mesecev zaprt. Od 1958 je deloval v Beogradu, med drugim je bil župnik v osrednji beograjski župniji Kristusa Kralja in član ekumenske komisije. V letih 1934−1941 in 1964-1987 je urejal list Blagovest. S pisanjem o pastoralnih in ekumenskih vprašanjih je spodbudil ekumenski dialog; oskrbel je tudi izdajo več molitvenikov,  katekizmov in pesmaric s slovenskimi in hrvaškimi ljudskimi pesmimi. 

## Nadškof
20. aprila 1980 je bil v beograjski stolnici Kristusa Kralja posvečen za škofa. V letih 1980-1987 je bil beograjski nadškof, po upokojitvi je živel v Novem mestu. Napisal je knjigo Škof Janez Gnidovec (1992).